# Suzano
Suzano je grad u Brazil. Nalazi se u saveznoj državi Sao Paulo. 

## Stanovništvo
Prema procjeni iz 2007. u gradu je živjelo 268.777 stanovnika.
| 1991.   | 2000.   |
| ------- | ------- |
| 158.839 | 228.690 |

## Vanjske poveznice
- Službena stranica  Arhivirana inačica izvorne stranice od 15. listopada 2018. (Wayback Machine)